# E234号線
E234号線(E234ごうせん、英: European route E234) はドイツのクックスハーフェンから、ヴァルスローデを結ぶ、欧州自動車道路のBクラス幹線道路。

## 経路
全線が連邦アウトバーンA27号線となっている。
- ドイツ
  - クックスハーフェン
  - ブレーマーハーフェン
  - E22号線、E37号線 – ブレーメン
  - E45号線 – ヴァルスローデ